# Парламентские выборы в Гамбии (2022)
Парламентские выборы  в Гамбии были проведены 9 апреля 2022 года.
Впервые участвовавшая в парламентских выборах Национальная народная партия, возглавляемая президентом Адамой Бэрроу, одержала победу и получила 18 мест в Национальной ассамблее. Главной оппозиционной партией стала Объединённая демократическая партия, получившая 15 мест. 4 места по результатам выборов достались Партии национального примирения, по 2 места — Народно-демократической организации за независимость и социализм и Альянсу за патриотическую переориентацию и созидание, ещё 12 мест в Парламенте получили самовыдвиженцы. 5 членов Национальной ассамблеи были назначены президентом страны Адамой Бэрроу: спикером был выбран представитель Альянса за патриотическую переориентацию и созидание Фабакари Ятта, ещё 4 места достались Национальной народной партии.
Впоследствии была создана коалиция из трёх партий (Национальной народной партии, Партии национального примирения и Альянса за патриотическую переориентацию и созидание), которая суммарно обеспечила большинство в Парламенте.

## Избирательная система
53 члена Национальной ассамблеи избираются в одномандатных избирательных округах по мажоритарной избирательной системе. Ещё 5 членов, в том числе спикер и его заместители, назначаются президентом страны.

## Ход выборов
Экономическое сообщество стран Западной Африки направило 40 наблюдателей за избирательным процессом во все 7 административных районов Гамбии. Глава миссии ЭКОВАС Мохаммед Ибн Чамбас заявил, что выборы были «проведены в спокойной и прозрачной атмосфере в соответствии с действующим избирательным процессом Гамбии».

## Результаты
|                                |                                                                  |         |          |      |              |
| Партия                         | Партия                                                           | Голоса  | %        | Мест | ±            |
|                                | Национальная народная партия                                     | 143 826 | 29,19 %  | 18   | новая партия |
|                                | Объединённая демократическая партия                              | 138 176 | 28,04 %  | 15   | ▼16          |
|                                | Демократический конгресс Гамбии                                  | 33 882  | 6,88 %   | 0    | ▼5           |
|                                | Народно-демократическая организация за независимость и социализм | 24 683  | 5,01 %   | 2    | ▼2           |
|                                | Альянс за патриотическую переориентацию и созидание              | 15 710  | 3,19 %   | 2    | ▼3           |
|                                | Партия национального примирения                                  | 14 153  | 2,87 %   | 4    | ▼1           |
|                                | Гражданский альянс                                               | 8 682   | 1,76 %   | 0    | новая партия |
|                                | Моральный конгресс Гамбии                                        | 2 531   | 0,51 %   | 0    | 0            |
|                                | Партия национального единства                                    | 1 257   | 0,26 %   | 0    | новая партия |
|                                | Народная прогрессивная партия                                    | 1 168   | 0,24 %   | 0    | ▼2           |
|                                | Гамбия для всех                                                  | 1 151   | 0,23 %   | 0    | новая партия |
|                                | Всенародная партия                                               | 294     | 0,06 %   | 0    | новая партия |
|                                | Самовыдвиженцы                                                   | 107 232 | 21,76 %  | 12   | ▲11          |
| Назначенные президентом Гамбии | Назначенные президентом Гамбии                                   |         |          | 5    | 0            |
| Всего                          | Всего                                                            | 492 745 | 100,00 % | 58   | 0            |
|                                |                                                                  |         |          |      |              |
| Общее число избирателей и явка | Общее число избирателей и явка                                   | 962,157 | 51,21 %  |      |              |
| Источник                       |                                                                  |         |          |      |              |